# Jorgen D'Hondt
Jorgen D'Hondt is een Belgisch natuurkundige en directeur van het Nationaal instituut voor subatomaire fysica Nikhef in Amsterdam. Hij was tot 2024 verbonden aan de Vrije Universiteit Brussel.
Jorgen D'Hondt is een deeltjesfysicus die vooraanstaand onderzoek verricht met betrekking tot onderdelen van de Large Hadron Collider in het CERN (Conseil Européen pour la Recherche Nucléaire).
In 2018-2020 is hij verkozen als voorzitter van de European Committee for Future Accelerators (ECFA). Als vertegenwoordiger van Europa zal professor Jorgen D’Hondt met collega’s uit andere continenten het pad voorbereiden voor nieuwe grote deeltjesversnellers. Omdat deeltjesversnellers verschillende miljarden euro’s kosten en de inzet vragen van vele duizenden onderzoekers en ingenieurs voor de opbouw en uitbating (vb. duizenden onderzoekers zijn verbonden met CERN), is de rol van de voorzitter essentieel om tot een wereldwijde consensus te komen.
Verder was hij secretaris van de Raad van Bestuur van de CMS Collaboratie te CERN (2013-2014) en werd hij verkozen tot Voorzitter van de Raad van Bestuur (2014-2017). Sinds 2006 is hij professor aan de Vrije Universiteit Brussel en leidinggevende bij het Interuniversity Institute for High Energies (IIHE) in Brussel. De fysicus was de eerste voorzitter bij de oprichting van de Jonge Academie van België.
Verder werd Jorgen D'Hondt door het World Economic Forum benoemd tot Young Scientist 2013 en verkreeg hierdoor de mogelijkheden om deel te nemen aan de zomertop van het World Economic Forum te Davos, een bijeenkomst waar leiders die economische en politieke belangen dienen, samenkomen om er te discussiëren over maatschappelijke en economische ontwikkeling.
Hij is promotor van verschillende doctoraten die beloond werden met prestigieuze internationale prijzen. Hij is de hoofdpromotor van het FWO Big Science-project (2012-2018) ter ondersteuning van de Vlaamse deelname aan het CMS experiment. Sinds 2012 zetelt hij in het Comité voor Internationale Samenwerking van het FWO. Ook is hij binnen CMS voorzitter van het International Committee en het Career Committee. Binnen de VUB is hij voorzitter van het departement natuurkunde (2012-2014 en 2016-2018) en de coördinator van het Strategic Research Program 'High-Energy Physics' met meer dan 40 wetenschappers (2012-2022).
In Vlaanderen nam D'Hondt meermaals het initiatief om de informatie over wetenschappelijke verwezenlijkingen van de deeltjesversneller te verspreiden onder alle geledingen in de maatschappij. Van de Koninklijke Vlaamse Academie van België voor Wetenschappen en Kunsten (KVAB) kreeg hij een prijs voor zijn verdiensten in wetenschapscommunicatie.
Aan de Vrije Universiteit Brussel kreeg hij ook de jaarprijs voor valorisatie in 2014.
- Gemeinsame Normdatei: 1101377801
- ORCID: 0000-0002-9598-6241
- Système universitaire de documentation: 257093214
- Virtual International Authority File: 115146462597327770653
- WorldCat: E39PBJtRFRpQWPQFBPXV3KYMfq